# Malindi (district)
Malindi is een district in de Keniaanse kustprovincie Pwani. De hoofdplaats van het district is de havenstad Malindi. Het district telt 281.552 inwoners (1999) en heeft een bevolkingsdichtheid van 36 inw/km². Ongeveer 13,2% van de bevolking leeft onder de armoedegrens en ongeveer 65,0% heeft beschikking over elektriciteit.